# Herculis 2017
Meeting Herculis 2017 byl lehkoatletický mítink, který se konal 21. července 2017 v Monaku. Byl součástí série mítinků Diamantová liga.

## Výsledky

### Muži
| Disciplína          | 1. místo                | 2. místo                  | 3. místo                |
| Běh na 100 m        | Usain Bolt 9,95         | Isiah Young 9,98          | Akani Simbine 10,02     |
| Běh na 400 m        | Wayde van Niekerk 43,73 | Isaac Makwala 43,84       | Baboloki Thebe 44,26    |
| Běh na 1500 m       | Elijah Manangoi 3:28,80 | Timothy Cheruiyot 3:29,10 | Ronald Kwemoi 3:32,33   |
| Běh na 3000 m přek. | Evan Jager 8:01,29      | Jairus Birech 8:07,68     | Stanley Kebenei 8:08,30 |
| Skok o tyči         | Piotr Lisek 582 cm      | Jan Kudlička 572 cm       | Kévin Menaldo 572 cm    |
| Hod oštěpem         | Thomas Röhler 89,17 m   | Jakub Vadlejch 85,43 m    | Johannes Vetter 85,14 m |

### Ženy
| Disciplína            | 1. místo                     | 2. místo                      | 3. místo                     |
| Běh na 200 m          | Marie-Josée Ta Lou 22,25     | Kyra Jeffersonová 22,42       | Dina Asherová-Smithová 22,89 |
| Běh na 800 m          | Caster Semenyaová 1:55,27    | Francine Niyonsabaová 1:55,47 | Ajee Wilsonová 1:55,61       |
| Běh na 3000 m         | Hellen Obiriová 8:23,14      | Beatrice Chepkoechová 8:28,66 | Laura Muirová 8:30,64        |
| Běh na 100 m překážek | Kendra Harrisonová 12,51     | Sharika Nelvisová 12,52       | Danielle Williamsová 12,58   |
| Skok vysoký           | Marija Lasickeneová 205 cm   | Julija Levčenková 197 cm      | Vashti Cunninghamová 197 cm  |
| Trojskok              | Caterine Ibargüenová 14,86 m | Yulimar Rojasová 14,83 m      | Kimberly Williamsová 14,54 m |